# Dicranella nitidula
Dicranella nitidula är en bladmossart som beskrevs av Brotherus 1901. Dicranella nitidula ingår i släktet jordmossor, och familjen Dicranaceae. Inga underarter finns listade i Catalogue of Life.